# Corregimient
Corregimient este o subdiviziune teritorială, condusă de un corregidor. Termenul își are originea în diviziunea administrativă internă a Regatului Castiliei. În prezent termenul este folosit, pentru subdiviziunile teritoriale, în unele țări din America Latină, avînd însă valori juridice diferite, de la țară la țară.
Corregidorul administrează teritoriul avînd funcții juridice civile și penale. În Columbia, termenul de corregiment se atribuie teritoriilor care nu aparțin, sau nu fac parte din municipiu.